# Buck and ball

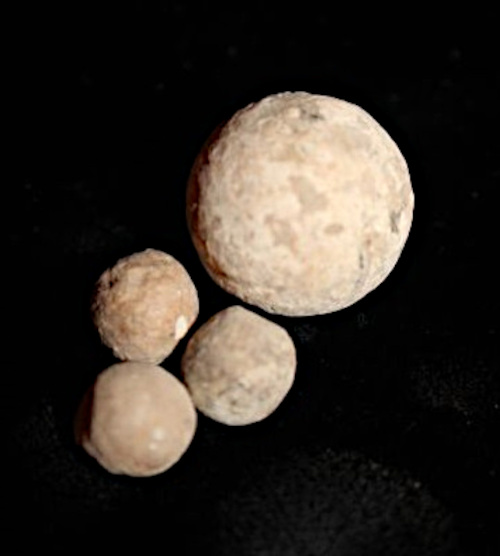
Exemplar original de munição buck and ball escavado na Virgínia.

Buck and ball (coloquialmente "buck 'n' ball") é a designação na língua inglesa de um tipo de munição utilizado desde os primórdios das armas de fogo, envolvendo uma combinação de balas esféricas, sendo uma principal maior e outras secundárias menores. Em alemão clássico, chamavam essa munição especial de "Cartatschen-Patronen", mais modernamente "Kartätschen-Patronen", um termo abrangente para munições combinadas desse tipo, incluindo a metralha (Traubhagel).

## Visão geral
A munição buck and ball era uma carga que se tornou comum para mosquetes por antecarga desde o surgimento destes, no século XVI, e veio sendo aperfeiçoada desde então. Foram frequentemente utilizados desde meados da primeira fase da Guerra Revolucionária (por volta de 1778) até os primeiros dias da Guerra Civil Americana (1861). A carga geralmente consistia em uma bala de mosquete de chumbo de calibre .50" (12,7 mm) a .75" (19 mm), padrão nos mosquetes da época, combinada com três a seis bagos de chumbo grosso de cerca de .30" (7 a 8 mm).

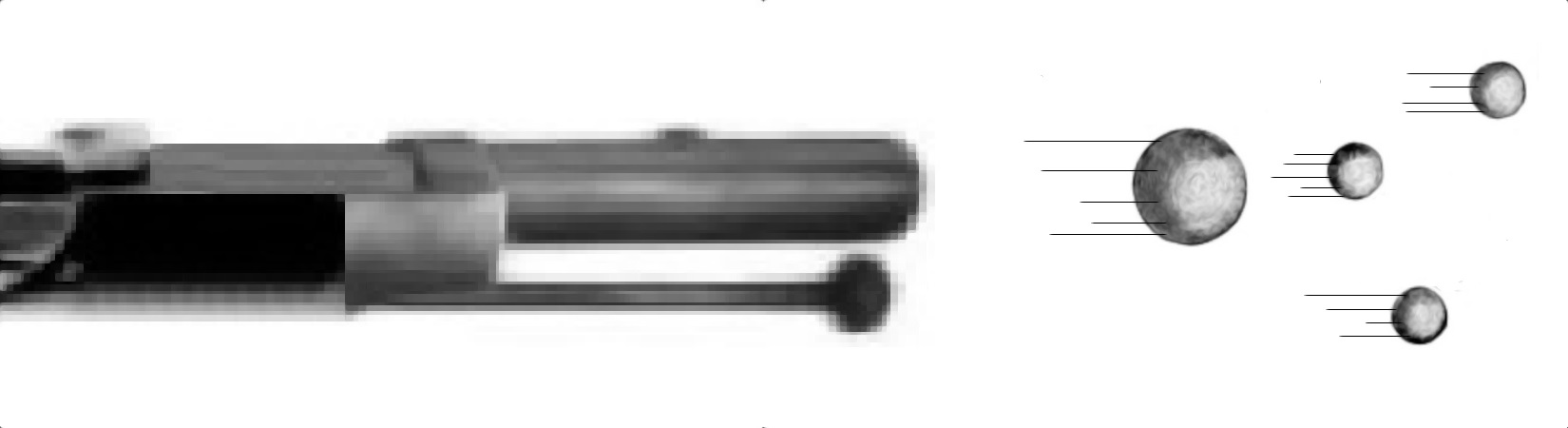
Visão artística de uma munição buck and ball logo após o disparo.

## Histórico

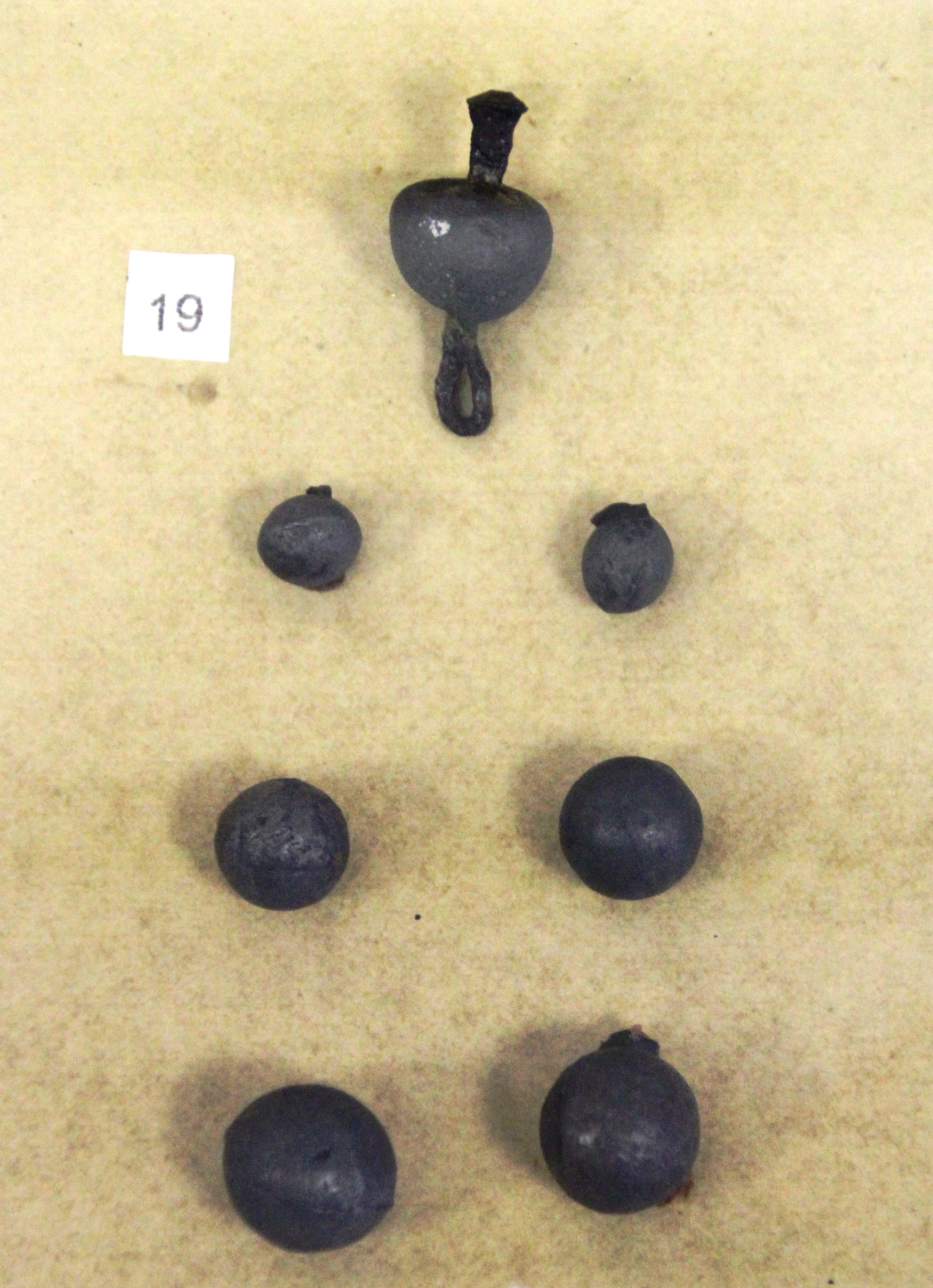
Variações antecessoras da munição buck and ball do final do século XVI.

A munição buck and ball foi empregada por ambos os lados na Guerra Franco-Indígena. Oficiais britânicos acreditavam que seus inimigos franceses e nativos americanos usavam exclusivamente esse tipo de munição. Em outubro de 1757, um oficial britânico relembrou: "O inimigo nunca dispara uma única bala, pois sempre carrega com seis ou sete balas menores ("buckshot"), além de sua usual bala de mosquete".
O mesmo oficial se referiu a estar sob fogo de chumbo grosso como "uma chuva terrível". Em 1760, tanto os britânicos quanto seus aliados provinciais seguiram o exemplo: descrevendo uma pequena escaramuça no Canadá, John Knox relatou que os provincianos da Nova Inglaterra "avançaram, com muita coragem, para o inimigo, que se esforçava para roubá-los; deram-lhes uma descarga regular de um par de bagos, além do chumbo grosso regular de cada arma, e os mandou de volta voando". No final da guerra, tanto os britânicos quanto os americanos começaram a empregar bagos de chumbo grosso ("buck")  juntamente com a carga regular de grosso calibre ("ball") com regularidade crescente.
No início da Guerra dos Sete Anos, os soldados de infantaria austríacos carregaram um total de 48 cartuchos de munição. Destes, doze eram de cargas do tipo "buckshot". Não está claro se essas doze rodadas eram do tipo buck and ball ou do tipo "buckshot" especializadas projetadas para serem carregadas além da rodada regular, como na prática russa. Independentemente disso, o exército austríaco formalizou idéias sobre o uso de "buckshot" em seu manual de campo de 1759. O "Militär Feld-Regulament" de 1759 indicava que, ao enfrentar a infantaria inimiga, as tropas austríacas deveriam usar seus disparos de "buckshot" começando em 100 jardas (91,4 metros), deveriam definitivamente usá-los se a infantaria inimiga tentasse um ataque de baioneta. Ao enfrentar a cavalaria inimiga, o manual instrui os soldados a reservar seu fogo de "buckshot" até que os cavaleiros atacantes tenham chegado a 10 jardas (9,14 metros).
Nessa mesma guerra, o exército russo também usou o "buckshot" com efeitos devastadores nas batalhas de Zorndorf, Paltzig e Kunersdorf, o que ajuda a explicar o número incrível de baixas nessas batalhas. Um prussiano relembrou a batalha de Zorndorf: "Do nosso lado, portanto, havia relativamente poucos mortos, mas um grande número de feridos. No entanto, a maioria dos feridos conseguiu convalescer com seus regimentos ... todo soldado da infantaria russo carrega uma bala de mosquete e um pacote igual de "buckshot". Há entre 7-9 deles em um pacote de linho na forma de metralha. Como resultado disso, os russos carregam bem devagar, no tempo que os russos levam para carregar suas armas, os prussianos dispararam três vezes. Encontramos sinais desse tiro em muitos dos feridos, porque eles sangraram livremente, quase até a morte. Não posso dizer se suas balas estão envenenadas, mas foi observado que os russos usam até mesmo tiro quente para ferir seus inimigos".

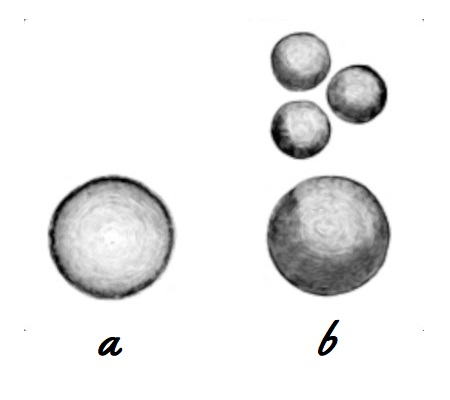
Uma "musketball" isolada (a) e a
"buck 'n' ball" (b) comparadas.

Os russos portanto, usaram um tipo diferente de bala e munição, um onde dois cartuchos distintos foram carregados na arma. É interessante que o soldado prussiano compare o tempo adicional para carregar essa munição com o de uma arma estriada de Jägers. Após a Guerra dos Sete Anos, o exército russo continuaria a usar munição de "buckshot" até o final das Guerras Napoleônicas. O exército britânico e o novato americano usariam esse tipo de munição na Guerra da Independência dos Estados Unidos.
A munição buck and ball foi amplamente usada por milicianos na Guerra da Independência Americana. Quando não usavam armas estriadas, as tropas da milícia aumentavam seu poder de fogo e eficácia por meio de munição de buck and ball. Tanto as tropas continentais quanto as da milícia usaram munição buck and ball na Batalha de Camden. George Washington, possivelmente como resultado de sua experiência na Guerra Franco-Indígena, era um defensor da munição de buck and ball. Em 6 de outubro de 1777, Washington circulou ordens gerais que determinavam: "Buckshot devem ser colocados em todos os cartuchos que serão feitos daqui em diante". Esta decisão veio diretamente após a Batalha de Germantown. Arqueologia e fontes documentais indicam que essa ordem foi de fato seguida. A predileção americana por "buckshot" continuou na era da Guerra de 1812.
Os britânicos também usaram cartuchos de buck and ball durante a Guerra da Independência Americana. Múltiplas fontes americanas relatam que sofreram ferimentos à bala quando engajados com regulares britânicos, particularmente na Campanha do Sul de 1781. No Tribunal da Batalha de Guilford, é possível que tanto a Brigada de Guardas quanto o 33º Regimento estivessem usando este tipo de munição. Embora o exército britânico nunca tenha usado buck and ball como munição padrão, parece que no final da guerra seu uso era bastante comum.
Portanto, a munição buck and ball, não estava resrita dos americanos rurais, ela era usada em muitos dos campos de batalha em meados do século XVIII, tendo sido usada pelas tropas francesas no Canadá colonial e pelas tropas austríacas e russas na Europa durante a Guerra dos Sete Anos. A utilização da munição buck and ball pelos americanos, estava tornando seu uso, praticamente obrigatório, algo que os britânicos não fizeram. Tanto Rússia quanto Estados Unidos, usaram intensivamente a munição buck and ball durante o século XVIII e início do século XIX.

## Objetivo

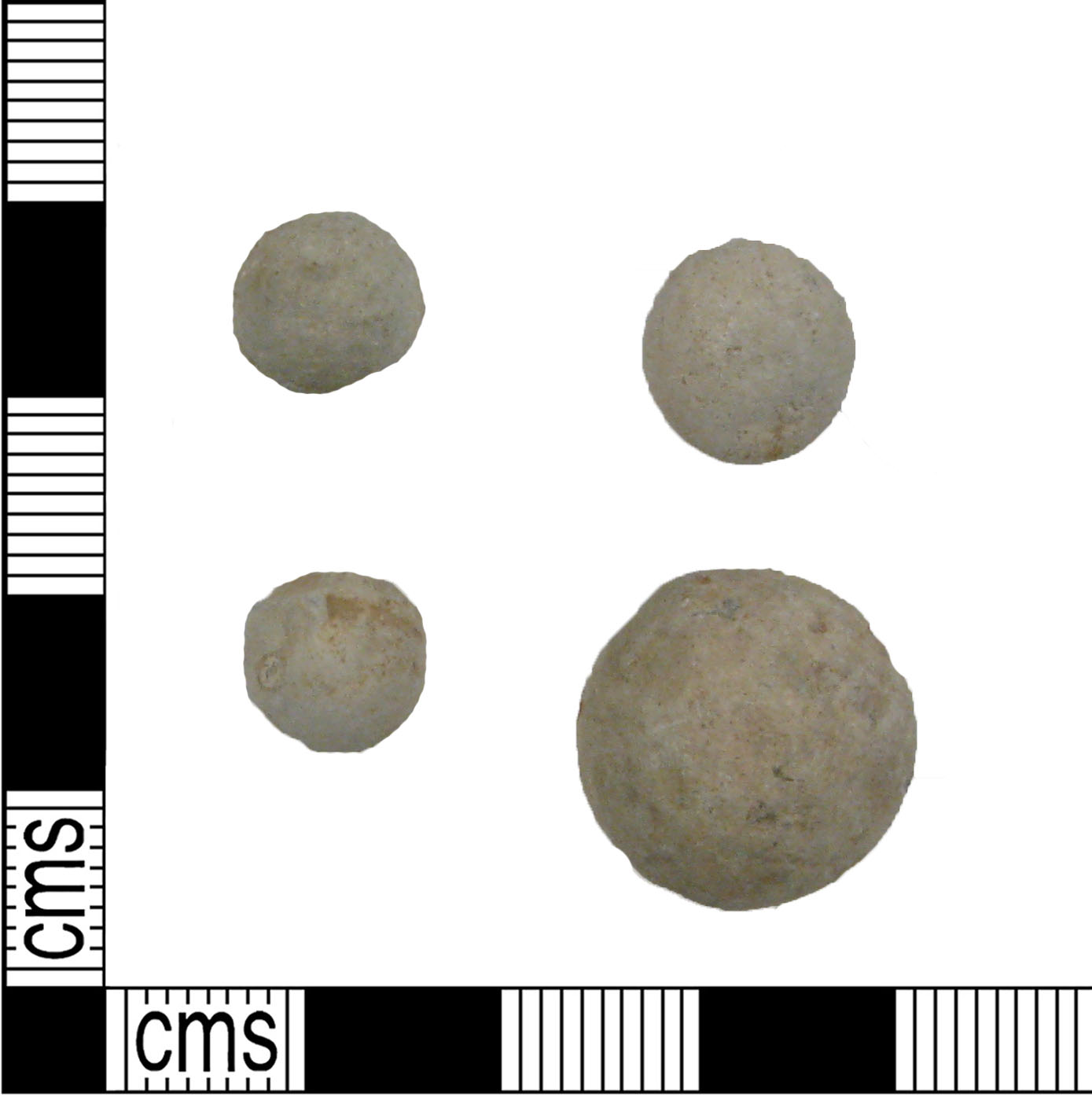
Exemplar original de munição buck and ball.

A intenção da combinação: bagos de chumbo grosso ("buck")  com a carga regular de grosso calibre ("ball"), era combinar o impacto devastador de uma bala de calibre .50" a .75" com o padrão de espalhamento de uma espingarda carregada apenas com bagos. A combinação serviu para causar danos consideráveis com a bala maior e melhorar muito a probabilidade de acerto do mosquete de cano de alma lisa, com as balas menores. Em combate, especialmente em distâncias mais próximas, o tiro de reteria uma energia significativa. Quando usado contra tropas compactadas, a propagação do chumbo grosso seria vantajosa, mas acima de 150 yd a precisão diminuia assim como a energia das balas menores.
Claud E. Fuller, em seu livro The Rifled Musket, mostra testes de um mosquete estriado disparando uma Minié ball e um mosquete com cano de alma lisa disparando balas esféricas combinadas em buck and ballem vários intervalos contra um alvo de 10 por 10 polegadas (25 cm × 25 cm). Os atiradores consistiam em vários homens atirando em linha de salva. Em alcances de 200 jardas (180 m) e abaixo, a munição buck and ball do mosquete de cano de alma lisa, embora menos precisa do que a do mosquete estriado, produzem um maior número de acertos devido ao maior número de projéteis. A 100 jardas (91 m), 50 tiros de buck and ball contra o alvo 10 x 10 resultam em 79 acertos de buckshot e 37 acertos da musketball, em oposição a 48 acertos da Minié ball em 50 tiros. A 200 jardas, 37 de 50 balas Minié acertaram o alvo, contra 18 de 50 balas de cano liso e 31 de 50 bagos, para um total de 49 tiros em 50 tiros.
Além dessa faixa, o chumbo grosso terá perdido muita energia para ser eficaz devido ao seu coeficiente balístico mais baixo.

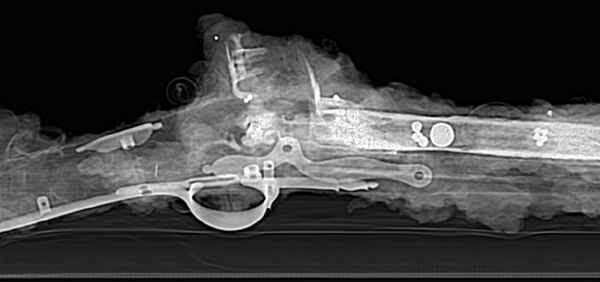
Raio-X de um mosquete Brown Bess recuperado de um antigo naufrágio com munição buck and ball em seu interior.

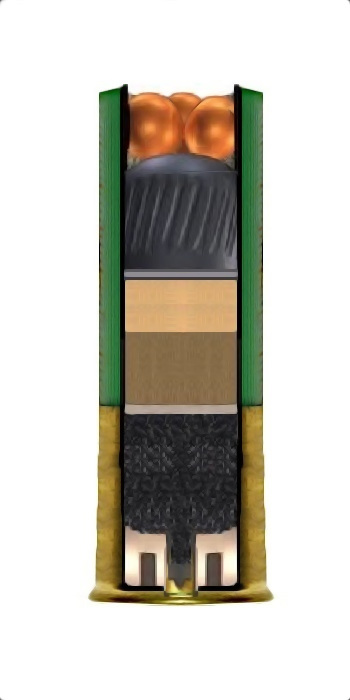
Munição buck and ball moderna para escopetas.

## Utilização
Talvez o defensor mais famoso da munição buck and ball tenha sido George Washington, que encorajou suas tropas a carregar seus mosquetes dessa forma durante a Revolução Americana. A munição buck and ball já era padrão durante as Guerras Seminoles de 1815-45.
Com o advento dos mosquetes estriados, distribuídos como padrão na Guerra Civil Americana e alcances de combate mais longos durante os estágios posteriores da guerra, o uso de buck and ball começou a diminuir. Algumas cargas de buck and ball viram ação no estoque restante de mosquetes de cano liso em Gettysburg e ações posteriores. A Union Irish Brigade manteve seus mosquetes de cano de alma lisa até mais tarde para que pudessem disparar durante a "Pickett’s Charge", talvez a mais famosa, e com bons resultados, durante as batalhas de alcance relativamente próximo. Além disso, a 12ª Infantaria de Nova Jersey preferiu usar cargas de buck and ball, o que fez com efeito mortal na Campanha de Gettysburg, e assim continuou utilizando esse tipo de mosquete.
Para a escopeta de combate moderna, as munições de buck and ball foram substituídas nos atuais inventários militares por carregamentos do tipo "buckshot".

## Ressurgimento moderno
Os fabricantes modernos de munições redescobriram recentemente as cargas de escopeta do tipo buck and ball e fabricaram munições de escopetas defensivas que duplicam em grande parte as propriedades das cargas históricas. Como exemplo, a carga de calibre 12 "Winchester PDX1 12" apresenta três bagos de cobre tamanho "00" sobre um "balote" de 30 gramas. Munição semelhante é produzida pela Centurion, chamada de "Multi Defense Buckshot".